# Путилово (Калининский район)
Пути́лово — деревня в Калининском районе Тверской области. Относится к Красногорскому сельскому поселению.
Расположена к юго-западу от Твери, на правом берегу Волги (30 км вверх по Волге от центра города).
От деревни Некрасово на Старицком шоссе — 5 км.
К северо-востоку от деревни — территория полигона, известного под названием Путиловские лагеря.
В 1997 году — 16 хозяйств, 19 жителей.